# Surdila-Greci, Brăila
Surdila-Greci este satul de reședință al comunei cu același nume din județul Brăila, Muntenia, România.